# Mesoleptus vicinus
Mesoleptus vicinus là một loài tò vò trong họ Ichneumonidae.